# Бусбанса
Бусбанса (исп. Busbanzá) — небольшой город и муниципалитет в центральной части Колумбии, на территории департамента Бояка. Входит в состав провинции Тундама.

## История
Поселение, из которого позднее вырос город, было основано в 1602 году. Муниципалитет Бусбанса был выделен в отдельную административную единицу в 1848 году.

## Географическое положение

Муниципалитет Бусбанса

Город расположен на северо-востоке центральной части департамента, в горной местности Восточной Кордильеры, на расстоянии приблизительно 57 километров к северо-востоку от города Тунха, административного центра департамента. Абсолютная высота — 2470 метров над уровнем моря.
Муниципалитет Бусбанса граничит на севере с территорией муниципалитета Бетейтива, на востоке и юге— с муниципалитетом Корралес, на западе — с муниципалитетом Флореста. Площадь муниципалитета составляет 22,5 км².

## Население
По данным Национального административного департамента статистики Колумбии, совокупная численность населения города и муниципалитета в 2015 году составляла 1156 человек.
Динамика численности населения муниципалитета по годам:
| 2005 | 2006 | 2007 | 2008 | 2009 | 2010 | 2011 | 2012 | 2013 | 2014 | 2015 |
| ---- | ---- | ---- | ---- | ---- | ---- | ---- | ---- | ---- | ---- | ---- |
| 885  | 908  | 931  | 957  | 980  | 1004 | 1029 | 1064 | 1095 | 1127 | 1156 |

Согласно данным переписи 2005 года мужчины составляли 48,7 % от населения Бусбансы, женщины — соответственно 51,3 %. В расовом отношении всё население города составляли белые и метисы.
Уровень грамотности среди всего населения составлял 90,1 %.

## Экономика
Основу экономики Бусбансы составляет сельское хозяйство.

79,1 % от общего числа городских и муниципальных предприятий составляют предприятия торговой сферы, 11,6 % — предприятия сферы обслуживания, 9,3 % — промышленные предприятия.